# Discotettix belzebuth
Discotettix belzebuth är en insektsart som först beskrevs av Jean Guillaume Audinet Serville 1838.  Discotettix belzebuth ingår i släktet Discotettix och familjen torngräshoppor. Inga underarter finns listade i Catalogue of Life.